# 东北羊角芹
东北羊角芹（学名：Aegopodium alpestre）是伞形科羊角芹属的植物。分布在美洲、蒙古、朝鲜、俄罗斯、日本以及中国大陆的吉林、辽宁、黑龙江、新疆等地，生长于海拔300米至2,400米的地区，见于杂木林下及山坡草地，目前尚未由人工引种栽培。

## 异名
- Aegopodium alpestre Ledeb. f. tenuisectum Kitag.